# Club Ciclista Olímpico
El Club Ciclista Olímpico es un club deportivo argentino, de la ciudad de La Banda en la provincia de Santiago del Estero. Fue fundado el 9 de diciembre de 1921 y su principal actividad es el básquet y participa en la Liga Nacional, máxima división nacional en dicho deporte.

## Historia
Ciclista Olímpico fue fundado el 9 de diciembre de 1921 y su actividad principal fue el ciclismo. Varios años después incorporó el vóley, las bochas y el básquet, siendo la pionera en la provincia en desarrollar esta última actividad.
La primera comisión directiva estaba formada por los señores Arturo Paris (presidente); Pascual Pugliese (vicepresidente); Rómulo Castro (secretario); Juan Della Schiava (tesorero); Indalecio Álvarez, Juan Berraondo, C. Argibay, Ángel Ortiz (vocales).
Transcurridos varios años de existencia, en la década del '70 comenzó a destacarse el básquet no solo en la provincia, sino en la nación, así fue que el club decidió construir un estadio para dicho deporte. Durante la década del '90 el club sufrió un bajón económico y social que lo llevó a dejar de lado la práctica profesional de ciertos deportes.

### Comienzos del básquet

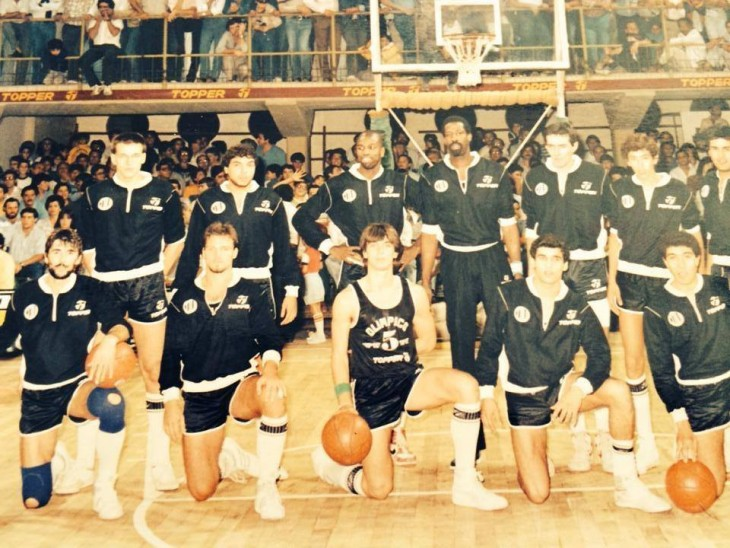
Primer equipo en 1987, la primera participación en Liga Nacional.

Olímpico participó durante las primeras temporadas del básquet nacional y profesional. En 1985 debuta en la Liga B, siendo uno de los 36 primeros equipos en la divisional. Finalizó cuarto y no logró ascender. Al año siguiente, terminó segundo, lo que le otorgó el ascenso a la Liga Nacional, la cual disputó en 1987. Debutó el 29 de marzo de ese año visitando a Ferro de Buenos Aires. Como local debutó el 3 de abril ante Atenas en una nueva derrota, esta vez, 98 a 99. La primera victoria fue ante Argentino de Firmat. No pudo acceder a la fase de ganadores y sin buenos resultados terminó penúltimo, con 14 victorias y 17 derrotas. En 1988 vuelve a la "Liga B", donde permaneció esa temporada, finalizando segundo y ascendiendo nuevamente para en 1989 disputar su segunda temporada. Terminó sexto, con 15 victorias y 17 derrotas, manteniendo la categoría, pero en la siguiente temporada no logró el mismo nivel y por ello terminó último con tan solo 2 victorias y 27 derrotas.
En 1990 comienzan las temporadas de verano, donde Ciclista disputó la Liga B 1990-91, terminando vigésimo y lejos de los puestos de ascenso. En la 1991-92 se acercó al ascenso, pero terminó decimotercero. Gracias al resultado, logró clasificarse a la primera temporada del Torneo Nacional de Ascenso, nueva categoría que se ubicaba por debajo de la Liga Nacional y por encima de la "Liga B". Disputó una temporada para después vender su plaza y no volver a la divisional hasta 2006, cuando, tras disputar la final por el ascenso en la Liga B y perderla, compró la plaza que poseía Ferro Carril Oeste en la división inmediatamente superior, ya que el equipo "verdolaga" la dejaba vacante.

### Torneo Nacional de Ascenso
Para encarar el Torneo Nacional de Ascenso, el equipo bandeño renovó con Sergio Ale, y sumó a Oscar Arce, Fabricio Gauna, Francisco Rasio y Facundo Brizuela entre otros. El director técnico era Óscar Gomez. La temporada regular comenzó con la Copa Argentina, en la cual compartió grupo con Olimpia de Venado Tuerto, el multicampeón Atenas de Córdoba y el clásico rival Quimsa. Sin buenos resultados, quedó eliminado en dicha instancia. Más tarde, comenzó la temporada regular, el TNA 2006-07, donde quedó relegado al TNA 2 por pocos puntos, teniendo así que disputar el grupo por no descender. En esta segunda fase, el equipo logró buenos resultados y se metió en la reclasificación, donde Regatas de San Nicolás lo dejó fuera de competencia en cinco partidos. La temporada siguiente, primero con Ariel Amarillo como entrenador y luego con Gonzalo García que lo reemplazó, el equipo consiguió el ascenso a la Liga Nacional de Básquet tras consagrarse campeón.

### Temporadas en Liga Nacional
Tras lograr el ascenso, disputó la Liga Nacional de 2008-09 bajo la conducción de Gonzalo Eugenio García, terminando la primera fase con siete victorias y siete derrotas, sin lograr acceder al Súper 8. En la segunda fase terminó sexto con diecisiete victorias y trece derrotas, terminando emparejado con Quimsa en la reclasificación, al cual derrotó 3 a 1. Quedó eliminado en cuartos de final ante Libertad de Sunchales 3 a 0.
En la temporada 2009-10, aún con Gonzalo García, el equipo disputó 13 encuentros con tan solo 1 victoria. Tras ser despedido, Fernando Duró tomó el mando del equipo. Terminó la primera fase con tan solo una victoria, y la fase regular con 15 victorias sobre 44 encuentros, habiendo logrado 14 triunfos con el nuevo entrenador. Se ubicó penúltimo y debió disputar el play-out para defender la permanencia en la categoría. En una serie al mejor de cinco encuentros ante Quilmes de Mar del Plata, definida en la ciudad bonaerense, ganó 70 a 68 el último partido de la serie y logró mantenerse en la máxima división. El norteamericano Frank Williams fue determinante en el último juego al marcar 24 puntos y ayudó al equipo en su remontada de 12 puntos en el último cuarto.
En la temporada 2010-11, con Guillermo Narvarte como entrenador terminó la primera fase cuarto en la zona norte y disputó su primer Torneo Súper 8, donde quedó eliminado en el primer partido ante Peñarol de Mar del Plata. En la segunda ronda y tras varios partidos perdidos, Narvarte fue despedido y se contrató a Nicolás Richotti. El equipo terminó decimosegundo, tan solo un puesto por encima de la zona de permanencia, dos puntos por encima de Boca Juniors. La marca del equipo fue 19 victorias y 25 derrotas. El equipo disputó la reclasificación ante La Unión de Formosa y ganó un partido como visitante, sin embargo perdió los dos como local y quedó eliminado ante el equipo formoseño.
Para la Liga 2011-12 el entrenador contratado fue Gustavo Miravet. En la primera fase terminó con solo cinco victorias y tras una fecha de la segunda fase, Miravet fue reemplazado por Fernando Duró. Bajo la conducción de Duró, el equipo logró 11 victorias y quedó en la zona de permanencia. Disputó una serie al mejor de cinco partidos ante San Martín de Corrientes, serie en la que todos los encuentros fueron ganados por los locales y marcó la salvación del negro bandeño.
En la temporada 2012-13, con Fernando Duró como entrenador, Olímpico logró acceder a su segundo Súper 8 al terminar la primera fase segundo en la zona norte. En dicho torneo, tras superar a Argentino de Junín en cuartos de final, cayó con Quimsa en semifinales. En la segunda fase el equipo terminó séptimo y accedió a la reclasificación con ventaja de localía. Se enfrentó a Gimnasia de Comodoro Rivadavia y en el primer encuentro cayó por falta de tablero auxiliar. Un jugador del equipo visitante rompió un tablero de juego tras una volcada. Ante esta situación, debía reemplazarlo antes de la hora pero no logró hacerlo y el partido fue suspendido. La Asociación de Clubes, avalada por el reglamento, le dio los puntos al equipo visitante. El segundo partido se jugó con normalidad y fue para el equipo chubutense, que ganó el tercero en su estadio y sentenció la serie.
En la Liga 2013-14 Facundo Müller se hizo cargo del equipo. El equipo logró tan solo 3 victorias en la primera fase pero remontó en la segunda y logró 17 triunfos, cerrando la fase regular con 20 partidos ganados en 44 presentaciones y ubicado 11.° y en puesto de reclasificación. Ciclista Olímpico fue emparejado con Argentino de Junín que ganó la serie 3 a 0. Müller continuó como entrenador para la Liga 2014-15 y los resultados fueron mejores. En la primera ronda quedó fuera del Súper 8 por una mínima diferencia mientras que al cabo de la fase regular el equipo terminó sexto en la conferencia norte, nueva división que implementó la competencia. El equipo cerró la clasificación con 23 victorias en 52 presentaciones. Olímpico quedó emparejado con San Martín de Corrientes en cuartos de final de conferencia, equipo que ganó la serie 3 a 1.
Para la temporada 2015-16 volvió Fernando Duró y se conformó un equipo nuevo en el que se destacaron figuras como Federico Van Lacke, Diego Guaita, Maximiliano Stanic y los extranjeros O'Louis McCullough, Justin Williams y Darren Phillip. El equipo cerró la primera fase con 13 victorias y ubicado en la primera posición, clasificando así al Torneo Top 4, nueva competencia que daba un cupo a torneo internacional. Ciclista Olímpico cayó con Gimnasia Indalo en semifinales. En la fase regular también terminó primero de conferencia, accediendo así a semifinales de conferencia de manera directa, o cuartos de final a nivel nacional, producto de 36 victorias en 56 presentaciones, siendo así el mejor equipo de la competencia. Tras superar a Libertad de Sunchales en semis de conferencia, quedó eliminado ante La Unión de Formosa en la final de conferencia, y si bien no llegó a la final, accedió a la Liga Sudamericana de Clubes 2016.

### Primera participación internacional
Ciclista Olímpico encaró la temporada 2016-17 con dos objetivos porque por la gran temporada pasada accedió por primera vez a un torneo internacional. El equipo disputó la Liga Sudamericana de Clubes 2016, siendo incluso sede de grupo en dos fases. Primero recibió a UniCEUB de Brasil, a Gigantes de Guayana de Venezuela y a Universidad de Concepción de Chile. A todos los rivales venció y se adjudicó el primer puesto del grupo. En semifinales fue nuevamente local de un grupo en el cual se enfrentó con UniCEUB nuevamente y con Weber Bahía y con Guaros de Lara de Venezuela. Olímpico superó al equipo venezolano en su primer enfrentamiento, pero cayó ante el elenco bahíense y, a pesar de ganarle nuevamente a UniCEUB, quedó segundo del grupo y no accedió a la final.
Mientras tanto, en la Liga Nacional no logró regularidad y quedó fuera del Top 4 con igual cantidad de victorias que derrotas. En la fase regular finalizó cuarto de conferencia, disputando así los cuartos de final de conferencia ante Instituto de Córdoba, al cual eliminó en cuatro partidos, para luego quedar eliminado a manos del mejor equipo de la conferencia, San Martín de Corrientes en la misma cantidad de partidos, en una serie que fue accidentada, ya que cuando debió disputarse el tercer partido, en La Banda, un grupo de personas identificadas como hinchas del club increpó a los jugadores visitantes mientras estos practicaban. Finalmente la serie se jugó sin presencia de público.
Días más tarde, con la eliminación ya consumada, el presidente del club se expresó públicamente:

En primer lugar queremos pedir disculpas, aunque ya lo hicimos de forma directa, a la gente de San Martín de Corrientes por tan lamentable circunstancia que les tocó pasar. También a la familia de Olímpico, socios y simpatizantes, los verdaderos hinchas del club que no pueden disfrutar de estos juegos tan importantes. A los jugadores y cuerpo técnico que hicieron el esfuerzo necesario por poner al club en esta instancia, inclusive habiendo ganado un partido en Corrientes y no pudieron contar con el apoyo que se merecían y que todos deseábamos. Desde el día que sucedieron los hechos estamos viviendo una película de terror. Siento que todo aquello que trabajamos para conseguir durante estos años para recuperar al club no tiene mucho sentido cuando pasan cosas como estas.
Oscar Ledesma, presidente de Ciclista Olímpico.

Tras esa temporada Fernando Duró dejó el cargo de entrenador por cansancio acumulado. Para ocupar su cargo fue contratado Hernán Laginestra, que venía de entrenar a Estudiantes Concordia con una gran temporada donde el equipo alcanzó 39 victorias y 21 derrotas y clasificó a la Liga Sudamericana de Clubes.
En el Torneo Súper 20 2017 Olímpico terminó tercero del grupo con tres victorias y cinco derrotas, cayó en playoffs ante La Unión de Formosa. Luego comenzó la Liga Nacional y allí el equipo no mejoró su andar y, el 21 de diciembre y tras caer como local ante el equipo formoseño y ahí con dos victorias y cinco derrotas, Hernán Laginestra fue despedido de su cargo y lo reemplazará Adrián Capelli.

## Comisión Directiva
| Comisión directiva (2024-presente) |
| |
| - Presidente: Mario Pastor Suárez - Vicepresidente: Gustavo Sánchez - Secretaria General: Yudith Goytea - Prosecretaria: Liliana Sánchez - Tesorero: Emanuel Kuprick - Protesorero: Leonardo Abdala - Vocal Titular: Adriana Díaz Antonio - Vocal Suplente 1.º: Eduardo del Castillo - Vocal Suplente 2.º: Patricio López Islas - Vocal Suplente 3.º: Karina Brandán - Vocal Suplente 4.º: César Fabri - Comisión Revisadora de Cuentas: José Sánchez Geréz Gabriel Juan |
| |

## Estadio

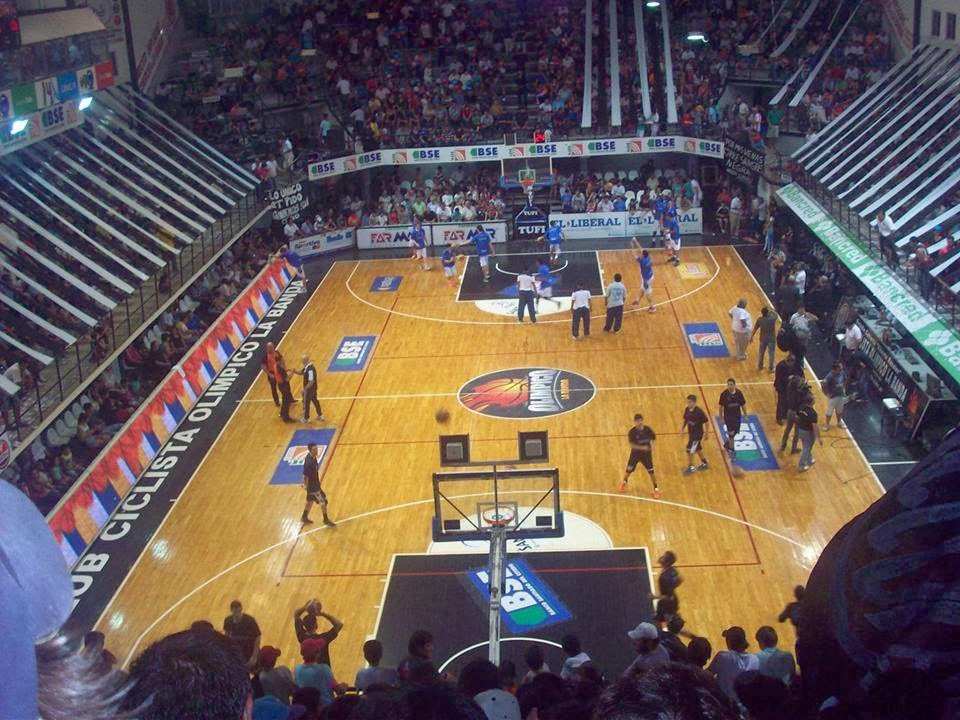
Estadio Vicente Rosales

El club desempeña sus actividades en el Estadio Vicente Rosales, ubicado en la calle Ameghino 114.
- Capacidad: 3.900 personas sentadas. (Popular: 3.500 personas y Plateas: 400 personas). Capacidad máxima en la popular: 5.000 personas, sin butacas.
- Iluminación: Cuenta con 20 lámparas de 1000W (halógenas). Asientos: 400 butacas fijas numeradas.
- Piso de parqué.
- 2 tableros electrónicos reglamentarios y 2 relojes de 24 segundos, además de poseer tableros auxiliares.
- Vestuarios: Local, visitante y para árbitros.
- Primeros Auxilios: Una sala de atención de primeros auxilios.
- Cantina: amplia cantina cerrada, con todas las instalaciones y servicios
- Baños: 5 amplios baños para damas y caballeros distribuidos 2 en el sector de plateas y los otros 2 en el sector de la popular.
- Sector de Prensa: 9 cabinas de transmisión en el sector alto del estadio y un amplio salón de prensa

## Datos del club

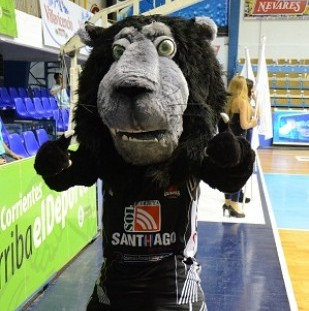
Yana (negro en Quechua), mascota del club

- Temporadas en Liga Nacional de Básquet: 8 (1987, 1989-1990, desde 2008-09)
  - Mejor puesto en la liga: 3.º (en 2015-16)
  - Peor puesto en la liga: 14.º (de 16, en 2009-10)
- Temporadas en Segunda división:
  - Primera Nacional "B": 6 (1985 a 1986, 1988, 1990 a 1991-92)
  - Torneo Nacional de Ascenso: 3 (1992-93, 2006-07 a 2007-08)
    - Mejor puesto en la liga: campeón (en 2007-08)
- Participaciones en copas nacionales
  - En Torneo Súper 20: 
    - Mejor puesto: 3.° del grupo, eliminado en octavos de final.
- Participaciones internacionales
  - En Liga de las Américas: 0
  - En Liga Sudamericana de Clubes: 1 (en 2016)
    - Puesto: semifinalista, segundo del cuadrangular.

## Jugadores y cuerpo técnico
| Siguen de la temporada 2024-25 | Siguen de la temporada 2024-25 |
| Jugador                        | Posición                       |
| ------------------------------ | ------------------------------ |
| Agustín Facello                | Base                           |

| Altas              | Altas      | Altas                |
| Jugador            | Posición   | Procedencia          |
| ------------------ | ---------- | -------------------- |
| Martín Villagrán   | Entrenador | Gimnasia de Comodoro |
| Edwin Mijares      | Base       | Gaiteros del Zulia   |
| Franco Vieta       | Escolta    | Riachuelo            |
| Valentín Forestier | Alero      | Riachuelo            |
| Gonzalo Bressan    | Ala-pívot  | Lucentum Alicante    |
| José Ascanio       | Ala-pívot  | Oberá TC             |

| Bajas          | Bajas      | Bajas   |
| Jugador        | Posición   | Destino |
| -------------- | ---------- | ------- |
| Adrián Capelli | Entrenador | Libre   |

### Entrenadores
Cronología desde 2006:
| #  | Ciclo | Entrenadores       | Mandatos    | Premios / Campeonatos | Premios / Campeonatos | Premios / Campeonatos      | R      |
| #  | Ciclo | Entrenadores       | Mandatos    | Colectivos            | Colectivos            | Individuales               | R      |
| #  | Ciclo | Entrenadores       | Mandatos    | Nacionales            | Internacionales       | Individuales               |        |
| -- | ----- | ------------------ | ----------- | --------------------- | --------------------- | -------------------------- | ------ |
| 1  |       | Óscar Gomez        | 2006 - 2007 |                       |                       |                            |        |
| 2  |       | Ariel Amarillo     | 2007 - 2008 |                       |                       |                            |        |
| 3  |       | Gonzalo García     | 2008 - 2009 | TNA 2007-08           |                       |                            |        |
| 4  |       | Fernando Duró      | 2009 - 2010 |                       |                       |                            |        |
| 5  |       | Guillermo Narvarte | 2010 - 2011 |                       |                       |                            |        |
| 6  |       | Marcelo Richotti   | 2011        |                       |                       |                            |        |
| 7  |       | Gustavo Miravet    | 2011        |                       |                       |                            |        |
| 9  | 2°    | Fernando Duró      | 2011-13     |                       |                       |                            |        |
| 10 |       | Facundo Muller     | 2013 - 2015 |                       |                       |                            |        |
|    | 3°    | Fernando Duró      | 2015 - 2017 |                       |                       | Entrenador del Año 2015-16 |        |
| 11 |       | Hernán Laginestra  | 2017        |                       |                       |                            |        |
| 12 |       | Adrián Capelli     | 2018- 2019  |                       |                       |                            |        |
| 13 |       | Leonardo Gutiérrez | 2019 - 2024 |                       | Interligas 2023       |                            |        |
| 14 |       | Esteban Gatti      | 2024        |                       |                       |                            |        |
|    | 2°    | Adrián Capelli     | 2024 - 2025 |                       |                       |                            |        |
| 15 |       | Martín Villagrán   | 2025 - act. |                       |                       |                            | [ 23 ] |

## Palmarés

### Nacional
- Campeón del Torneo Nacional de Ascenso 2007-08

### Internacional
- Campeón del Torneo InterLigas de Básquet 2023